# ناحیه لیمان، شهرستان فورد، ایلینوی
ناحیه لیمان (به انگلیسی: Lyman Township) یک منطقهٔ مسکونی در ایالات متحده آمریکا است که در شهرستان فورد، ایلینوی واقع شده‌است. ناحیه لیمان ۲۲۸ متر بالاتر از سطح دریا واقع شده‌است.